# Jon Fratelli
 (juin 2023).
Si vous disposez d'ouvrages ou d'articles de référence ou si vous connaissez des sites web de qualité traitant du thème abordé ici, merci de compléter l'article en donnant les références utiles à sa vérifiabilité et en les liant à la section « Notes et références ».
Jon Fratelli (né Jon Paul Lawler le 4 mars 1979 à Glasgow) est un chanteur et guitariste écossais, leader du groupe The Fratellis. Il a également joué au sein du groupe Codeine Velvet Club et a mené une carrière solo.

## Jeunesse
Jon Lawler suit sa scolarité au St. Maurice's High School. Il quitte l'université afin de se consacrer à la musique. Son premier groupe reprend des chansons d'Oasis et de Blur.

## Groupes

### The Fratellis
En 2005, Jon Lawler répond à une petite annonce du batteur Gordon McRory chez un disquaire. L'annonce mentionnait « L'opportunité d'une vie... recherche groupe pour laisser notre empreinte dans l'industrie musicale ». Lawler répond alors sous le pseudonyme de Graeme afin d'éviter que le groupe avec lequel il joue à l'époque ne se doute qu'il voulait les quitter. Il mit du temps avant de parvenir à joindre Gordon McRory. Le groupe se forme ensuite et Barry Wallace les rejoint à la basse.
Jon est le chanteur principal et guitariste au sein du groupe. Il est au début accompagné par Mince Fratelli (Gordon McRory) à la guitare mais celui-ci décide de remplacer leur premier batteur. Mince Fratelli participe à la composition du premier album.
Après avoir participé au Festival de Coachella en Californie en 2007, pour la promotion de leur premier album Costello Music, Jon décide de retourner à Glasgow expliquant être trop fatigué pour continuer la tournée. Plus tard, il admet avoir commis une erreur mais cela lui a permis d'être plus reconnaissant envers ses fans.
Le groupe se sépare en 2009, les membres souhaitant plus de liberté artistique.
Le 4 juin 2012, The Fratellis se réunissent pour une collecte de fonds en faveur de l'association The Eilidh Brown Memorial Fund. Le groupe se retrouve sur scène après trois ans d'interruption. Ils annoncent par la même occasion un nouvel album en préparation et révèlent les dates d'une tournée anglaise pour le printemps 2013. Ce quatrième album sort en août 2015 et s'appelle Eyes Wide, Tongue Tied. Puis en mars 2018 sort In Your Own Sweet Time.

### Codeine Velvet Club (2009–2010)
Durant la tournée de promotion de l'album Here We Stand, Jon reconnait vouloir poursuivre une carrière solo à la fin de la tournée. Il a pour projet de s’associer avec la chanteuse/auteure Lou Hickey, une amie de sa femme. Le magazine NME annonce le nom du groupe : Codeine Breakfast Club. Cependant en août 2009, le nom est définitivement changé pour Codeine Velvet Club.
Avec ce groupe, Jon utilise son véritable nom de famille, Lawler. La sortie du premier album est prévue en novembre mais elle est repoussée au 28 décembre 2009. Sur cet album, Jon écrit et compose la moitié des morceaux avec Lou Hickey. Le duo donne des concerts au Royaume-Uni et aux États-Unis entre 2009 et 2010. Cependant Jon quitte le groupe pour poursuivre une carrière solo.

## Carrière solo
Jon Lawler sort le titre Bonnie & Clyde sur sa nouvelle page MySpace et recommence à utiliser son surnom Jon Fratelli.
Avant la dissolution de Codeine Velvet Club, Jon avait confirmé son intention de poursuivre une carrière solo tout en continuant sa collaboration avec les musiciens de Codeine Velvet Club.
Jon publie plusieurs titres, notamment Dead Street Affair, She's My Shaker et Sometimes You Just Can't Win. Il annonce la participation de Mince Fratelli pour la tournée de 2011, avec Ross McFarlane à la batterie.

### Psycho Jukebox(2010–2011)
Jon commence d'abord à se produire sur scène avant d'enregistrer son premier album solo, Psycho Jukebox, à Los Angeles fin 2010 avec Tony Hoffer qui a produit le premier album de The Fratellis. Le titre de son album, Psycho Jukebox, est une référence au titre des Fratellis Nina. En février 2011, Jon publie le titre Rhythm Doesn't Make You a Dancer sur son site et annonce que ce titre ne sera pas sur l'album mais qu'il « avait encore beaucoup de temps pour s'en occuper ». Le premier single de l'album est Santo Domingo, édité en février 2011, le deuxième single, Baby We're Refugees!, est paru en juin 2011.
Après une tournée en Écosse, Jon décide d'ajouter deux nouveaux titres à l'album, ce qui repousse la date de sa sortie à juillet 2011. Lors d'une interview, Jon déclare qu'il lui était désormais impossible de rajouter des titres à son album en raison du calendrier de sa maison de disque. Il ajoute néanmoins qu'il aurait aimé que certaines de ses compositions soient dans l'album.

### Bright Night Flowers
Jon poste plusieurs photos sur Facebook le montrant avec ses musiciens en studio. Il est révélé en janvier 2012 qu'il travaillait sur un second album solo. La publication délivre aussi trois courts extraits de chansons devant figurer dans ce second album. Le morceau Dead Radio aurait dû apparaître dans son précédent album Psycho Jukebox.
Le 24 février 2012, Jon annonce via Facebook et son site qu'il a presque fini l'enregistrement de ce second album et qu'il s'intitule Bright Night Flowers. Il demande aussi à ses fans d'enregistrer des sons de leurs villes au petit matin et à la tombée de la nuit afin de pouvoir les intégrer à l'album, précisant que tous ceux qui auront participé seront mentionnés sur la pochette de l'album.
La parution de l'album est d'abord annulée en raison de la reformation de son groupe d'origine, The Fratellis, mais sort finalement le 15 février 2019.

## Vie privée
Jon Fratelli a un fils, Jamie, né en 1999.
Il habite à Cumbernauld, petite ville au nord-est de Glasgow. Il partage sa vie avec sa femme, Heather, dont le nom de scène a donné le titre à la chanson Chelsea Dagger.

## Discographie

### Solo

#### EP
- The Magic Hour (2011)

#### Albums studio
- Psycho Jukebox (2011)
- Bright Night Flowers (2019)

### AvecThe Fratellis
- Costello Music (2006)
- Here We Stand (2008)
- We Need Medicine (2013)
- Eyes Wide, Tongue Tied (2015)
- In Your Own Sweet Time (2018)

### AvecCodeine Velvet Club
- Codeine Velvet Club (2009)